# Бистричани
Бистричани (слч. Bystričany) насељено је мјесто са административним статусом сеоске општине (слч. obec) у округу Прјевидза, у Тренчинском крају, Словачка Република.

## Становништво
| Година:    | 1994. | 2004.   | 2014.   | 2024.   |
| ---------- | ----- | ------- | ------- | ------- |
| Број људи: | 1796  | 1828    | 1806    | 1739    |
| Разлика:   |       | +1,78 % | -1,20 % | -3,70 % |

| Година:    | 2023. | 2024.   |
| ---------- | ----- | ------- |
| Број људи: | 1754  | 1739    |
| Разлика:   |       | -0,85 % |

Према подацима о броју становника из 2011. године насеље је имало 1.832 становника.